# Дискография Рошин Мёрфи
Сольная дискография Рошин Мёрфи состоит из двух студийных альбомов, семи синглов и восьми музыкальных видео. На сцене Мёрфи дебютировала в 1995 году в составе музыкального дуэта Moloko. Группа стала довольно популярной в Великобритании, выпустив четыре сингла, попавших в двадцатку лучших синглов национального чарта. Рошин Мёрфи и её партнёр по коллективу Марк Брайдон прекратили свои отношения в 2001 году. После их разрыва они записали и выпустили четвёртый студийный альбом Statues в 2003 году после чего группа окончательно распалась .
Дебютный альбом Мёрфи в качестве сольного исполнителя Ruby Blue был выпущен весной 2005 года ограниченным тиражом в виде трёх виниловых пластинок под названиями Sequins #1, Sequins #2 и Sequins #3. Затем летом 2005 года последовал релиз на территории Европы — уже в форме стандартного cd-издания под названием Ruby Blue. Продюсером и автором музыки ко всем композициям в альбоме, вместе с певицей, стал британский электронный музыкант Мэтью Херберт. Альбом достиг 88 места в UK Albums Chart, а две композиции с него были выпущены в качестве синглов. Второй альбом Мёрфи Overpowered вышел в октябре 2007 года и смог попасть в двадцатку лучших альбомов в британском чарте, а три песни были выпущены в качестве синглов.

## Альбомы

### Студийные альбомы
| Год | Детали                                                                                         | Позиции в чартах | Позиции в чартах | Позиции в чартах | Позиции в чартах | Позиции в чартах | Позиции в чартах | Позиции в чартах | Позиции в чартах | Позиции в чартах | Позиции в чартах | Сертификации                     |
| Год | Детали                                                                                         | IRL              | AUT              | BEL (FL)         | BEL (WA)         | FIN              | FRA              | GER              | NLD              | SWI              | UK               | Сертификации                     |
| --- | ---------------------------------------------------------------------------------------------- | ---------------- | ---------------- | ---------------- | ---------------- | ---------------- | ---------------- | ---------------- | ---------------- | ---------------- | ---------------- | -------------------------------- |
| 2005                                                                                                   | Ruby Blue - Релиз: 13 июня 2005 (UK) - Лейбл: Echo - Форматы: CD, LP, цифровая дистрибуция     | —                | 50               | 7                | 63               | 29               | —                | 43               | 49               | 43               | 88               |                                  |
| 2007                                                                                                   | Overpowered - Релиз: 15 октября 2007 (UK) - Лейбл: EMI - Форматы: CD, LP, цифровая дистрибуция | 51               | 35               | 4                | 7                | 28               | 154              | 57               | 13               | 32               | 20               | - BEA: Золотой - BPI: Серебряный |
| Символ «—» означает, что релиз либо не участвовал в данном чарте, либо не был выпущен в данной стране. |                                                                                                |                  |                  |                  |                  |                  |                  |                  |                  |                  |                  |                                  |

### Концертные альбомы
| Год  | Детали                                                                                                |
| ---- | --- |
| 2007 | Live at Ancienne Belgique 19.11.07 - Релиз: ноябрь 2007 (UK) - Лейбл: EMI - Форматы: CD               |
| 2008 | iTunes Live: London Sessions - Релиз: 7 апреля 2008 (UK) - Лейбл: EMI - Форматы: цифровая дистрибуция |

### Мини-альбомы
| Год  | Детали                                                                                            |
| ---- | ------------------------------------------------------------------------------------------------- |
| 2005 | Sequins 1 - Релиз: 10 февраля 2005 (UK) - Лейбл: Echo - Форматы: LP                               |
| 2005 | Sequins 2 - Релиз: 3 марта 2005 (UK) - Лейбл: Echo - Форматы: LP                                  |
| 2005 | Sequins 3 - Релиз: 6 мая 2005 (UK) - Лейбл: Echo - Форматы: LP                                    |
| 2014 | Mi Senti - Релиз: 28 мая 2014 (UK) - Лейбл: The Vinyl Factory - Форматы: LP, цифровая дистрибуция |

## Синглы
| Год | Сингл                                                      | Позиции в чартах | Позиции в чартах | Позиции в чартах | Позиции в чартах | Позиции в чартах | Позиции в чартах | Позиции в чартах | Позиции в чартах | Альбом      |
| Год | Сингл                                                      | IRL              | BEL (FL)         | BEL (WA)         | DEN              | FIN              | GER              | NLD              | UK               | Альбом      |
| --- | ---------------------------------------------------------- | ---------------- | ---------------- | ---------------- | ---------------- | ---------------- | ---------------- | ---------------- | ---------------- | ----------- |
| 2001                                                                                                   | «Never Enough» (Борис Длугош вместе с Рошин Мёрфи)         | 26               | —                | —                | —                | —                | 95               | 73               | 16               | —           |
| 2001                                                                                                   | «Wonderland» (Psychedelic Waltons вместе с Рошин Мёрфи)    | 41               | 15               | —                | —                | —                | —                | —                | 37               | —           |
| 2005                                                                                                   | «If We're in Love»                                         | —                | —                | —                | —                | —                | —                | —                | 234              | Ruby Blue   |
| 2005                                                                                                   | «Sow into You»                                             | —                | —                | —                | —                | —                | —                | —                | —                | Ruby Blue   |
| 2007                                                                                                   | «Overpowered»                                              | —                | 28               | 13               | 34               | 10               | 86               | 44               | 149              | Overpowered |
| 2007                                                                                                   | «Let Me Know»                                              | —                | 25               | 10               | —                | 11               | —                | 88               | 28               | Overpowered |
| 2008                                                                                                   | «You Know Me Better»                                       | —                | 13               | —                | —                | —                | —                | —                | 47               | Overpowered |
| 2008                                                                                                   | «Movie Star» / «Slave to Love»                             | —                | —                | —                | —                | —                | —                | —                | 101              | Overpowered |
| 2009                                                                                                   | «Orally Fixated»                                           | —                | —                | —                | —                | —                | —                | —                | —                | —           |
| 2010                                                                                                   | «Momma's Place»                                            | —                | 25               | —                | —                | —                | —                | —                | —                | —           |
| 2010                                                                                                   | «Demon Lover»                                              | —                | —                | —                | —                | —                | —                | —                | —                | —           |
| 2011                                                                                                   | «Boadicea» (Mason вместе с Рошин Мёрфи)                    | —                | 19               | —                | —                | —                | —                | —                | —                | —           |
| 2012                                                                                                   | «Golden Era» (Дэвид Моралес и Рошин Мёрфи)                 | —                | —                | —                | —                | —                | —                | —                | —                | —           |
| 2012                                                                                                   | «Simulation»                                               | —                | —                | —                | —                | —                | —                | —                | —                | —           |
| 2012                                                                                                   | «Flash of Light» (Luca C & Brigante featuring Рошин Мёрфи) | —                | —                | —                | —                | —                | —                | —                | —                | —           |
| 2013                                                                                                   | «Look Around You» (Борис Длугош вместе с Рошин Мёрфи)      | —                | —                | —                | —                | —                | —                | —                | —                | —           |
| 2014                                                                                                   | «Leviathan» (Freeform Five вместе с Рошин Мёрфи)           | —                | —                | —                | —                | —                | —                | —                | —                | —           |
| 2014                                                                                                   | «Invisions» (Luca C & Brigante вместе с Рошин Мёрфи)       | —                | —                | —                | —                | —                | —                | —                | —                | —           |
| 2015                                                                                                   | «Jealousy»                                                 | —                | —                | —                | —                | —                | —                | —                | —                | —           |
| Символ «—» означает, что релиз либо не участвовал в данном чарте, либо не был выпущен в данной стране. |                                                            |                  |                  |                  |                  |                  |                  |                  |                  |             |

## Совместные работы с другими исполнителями
| Год  | Название               | Другой исполнитель(и)                | Альбом                              |
| ---- | ---------------------- | ------------------------------------ | ----------------------------------- |
| 1999 | «The Truth»            | Handsome Boy Modeling School, J-Live | So... How's Your Girl?              |
| 2001 | «Feel Up»              | Spook                                | Supperclub Presents: Lounge, Vol. 2 |
| 2009 | «Yellow Moon»          | Мариуш де Вриз                       | The Revolution Presents Revolution  |
| 2010 | «Hold Up Your Hand»    | Crookers                             | Tons of Friends                     |
| 2010 | «Royal T»              | Crookers                             | Tons of Friends                     |
| 2010 | «Don’t You Agree?»     | Дэвид Бирн, Fatboy Slim              | Here Lies Love                      |
| 2011 | «7 Hills»              | Тони Кристи                          | Now’s the Time                      |
| 2011 | «Dance For The Lights» | The Feeling                          | Together We Were Made               |
| 2011 | «Cherry Picking»       | Toddla T                             | Watch Me Dance                      |
| 2013 | «Alternate State»      | Hot Natured                          | Different Sides of the Sun          |

## Видеоклипы
| Год  | Песня                | Режиссёр(ы                                    |
| ---- | -------------------- | --------------------------------------------- |
| 2005 | «If We’re in Love»   | Симон Хенвуд                                  |
| 2005 | «Sow into You»       | Симон Хенвуд                                  |
| 2007 | «Overpowered»        | Джейми Трэйвс                                 |
| 2007 | «Let Me Know»        | Дэниел Вульф                                  |
| 2008 | «You Know Me Better» | Джерон Альбертин                              |
| 2008 | «Movie Star»         | Симон Хенвуд                                  |
| 2011 | «Cré ni a forna»     | Хавьер Баркала                                |
| 2013 | «Simulation»         | Бернадетт Хубер, Матиас Шукерт и Марен Книлиг |
| 2015 | «Exploitation»       | Рошин Мёрфи                                   |

## Комментарии
1. ↑  Было выпущено всего 1500 копий
2. 1 2 3  Выпущен ограниченным тиражом на виниловой пластинке